# Leonard Cockayne
Leonard Cockayne (Norton Lees (Derbyshire), 7 april 1855 - Ngaio, 8 juli 1934) was een Brits botanicus en tuinbouwkundige.

## Levensloop
Cockayne werd geboren in Engeland maar vertrok in 1876 naar Australië en later naar Nieuw-Zeeland (1903). Daar maakte hij naam als botanicus. Zijn belangrijkste bijdragen aan de plantkunde betroffen de ecologie van planten en zijn theorieën over hybridisatie. In 1899 publiceerde hij het eerste Nieuw-Zeelandse onderzoek naar de opeenvolging van verschillende vegetaties (successie).
Cockayne schreef onder meer rapporten over Kapiti (1907), Waipoua Kauri Forest (1908), Nationaal park Tongariro (1908), Stewarteiland (1909) en Sand Dunes (1909, 1911). Hij werd verkozen tot voorzitter van de New Zealand Institute of Horticulture in 1924. In 1927 richtte Cockayne het 143 hectare grote Otari Open-air Native Plant Museum op.

### Erkenning
In 1903 kreeg Cockayne een eredoctoraat van de Ludwig-Maximilians-Universiteit München. In 1912 werd hij verkozen tot Fellow of the Royal Society en ontving in hetzelfde jaar de Hector Memorial Medal, in 1914 gevolgd door de Hutton Memorial Medal en in 1928 de Mueller Memorial Medal. Cockayne kreeg de Darwin Medal van de Royal Society in 1928.
Zowel het Cockayne Reserve in Christchurch als de Cockayne Nature Walk bij Otira (Zuidereiland) is naar hem vernoemd.